# The Battle for Freedom
The Battle for Freedom è un cortometraggio muto del 1913 diretto da George Melford. La storia, ambientata in Sudafrica ai tempi delle guerre boere, ha come interpreti Carlyle Blackwell, Marin Sais, William H. West, Jane Wolfe.

## Produzione
Il film fu prodotto dalla Kalem Company.

## Distribuzione
Distribuito dalla General Film Company, il film - un cortometraggio in due bobine della lunghezza di 500 metri - uscì nelle sale cinematografiche statunitensi il 17 maggio 1913.